# Lijst van voetbalinterlands Anguilla - Puerto Rico
Deze lijst van voetbalinterlands is een overzicht van alle officiële voetbalwedstrijden tussen de nationale teams van Anguilla en Puerto Rico. De landen speelden tot op heden vijf keer tegen elkaar. De eerste ontmoeting, een kwalificatiewedstrijd voor de Caribbean Cup 2008, werd gespeeld in Bayamón op 2 oktober 2010. Het laatste duel, een kwalificatiewedstrijd voor het Wereldkampioenschap voetbal, vond plaats op 11 juni 2024 in Bayamón.

## Wedstrijden
| № | Plaats     | Datum            | Competitie                      | Wedstrijd              | Uitslag |
| - | ---------- | ---------------- | ------------------------------- | ---------------------- | ------- |
| 1 | Bayamón    | 2 oktober 2010   | Caribbean Cup 2008 kwalificatie | Puerto Rico – Anguilla | 3 – 1   |
| 2 | The Valley | 26 maart 2016    | Caribbean Cup 2017 kwalificatie | Anguilla − Puerto Rico | 0 − 4   |
| 3 | The Valley | 15 oktober 2019  | CONCACAF Nations League 2019/20 | Anguilla − Puerto Rico | 2 − 3   |
| 4 | Bayamón    | 19 november 2019 | CONCACAF Nations League 2019/20 | Puerto Rico − Anguilla | 3 − 0   |
| 5 | Bayamón    | 11 juni 2024     | WK 2026 kwalificatie            | Puerto Rico − Anguilla | 8 − 0   |

## Samenvatting
| Competitie                 | Totaal gespeeld | Winst Anguilla | Gelijk | Winst Puerto Rico | Doelsaldo Anguilla – Puerto Rico |
| -------------------------- | --------------- | -------------- | ------ | ----------------- | -------------------------------- |
| WK-kwalificatie            | 1               | 0              | 0      | 1                 | 0 − 8                            |
| CONCACAF Nations League    | 2               | 0              | 0      | 2                 | 2 − 6                            |
| Caribbean Cup-kwalificatie | 2               | 0              | 0      | 2                 | 1 − 7                            |
| Totaal                     | 5               | 0              | 0      | 5                 | 3 − 21                           |

Wedstrijden bepaald door strafschoppen worden, in lijn met de FIFA, als een gelijkspel gerekend.